# Liolaemus petrophilus
Espèce
Synonymes
- Liolaemus elongatus petrophilus Donoso-Barros & Cei, 1971

Statut de conservation UICN

 LC  : Préoccupation mineure
Liolaemus petrophilus est une espèce de sauriens de la famille des Liolaemidae.

## Répartition
Cette espèce est endémique de la meseta de Somuncurá en Argentine. Elle se rencontre dans les provinces de Chubut et de Río Negro. Elle est présente entre 350 et 1 400 m d'altitude.

## Description
C'est un saurien vivipare.

## Publication originale
- Donoso-Barros & Cei, 1971 : New lizards from the volcanic Patagonian plateau of Argentina. Journal of Herpetology, vol. 5, no 3/4, p. 89-95.